# Киевская площадь (группа компаний)
Ки́евская пло́щадь — российская девелоперская компания, созданная в 1992 году российскими предпринимателями Годом Нисановым и Зарахом Илиевым, крупнейший участник рынка коммерческой недвижимости в России и входит в топ-100 крупнейших частных российских компаний по версии Forbes и РБК. «Киевская площадь» владеет, среди прочего, «Фуд сити», ТЦ «Европейский», рынком «Садовод», спорткомплексом «Олимпийский» и гостиницей «Украина» (Raddisson Collection Hotel). Общая торговая недвижимость компании составляла в 2024 году 2 254 000 м².
Основатели компании вовлечены в большое число коррупционных схем и известны своими тесными связями с российской политической элитой, в том числе бывшим главой «Роскосмоса» Дмитрием Рогозиным, директором Службы внешней разведки Сергеем Нарышкиным, мэром Москвы Сергеем Собяниным, бывшим однокурсником Владимира Путина Ильгамом Рагимовым.
После вторжения России на Украину в 2022 году «Киевская площадь» и её основатели Год Нисанов и Зарах Илиев подверглись санкционным ограничениям со стороны США, Великобритании, Японии, Австралии, Канады и Украины.

## История создания

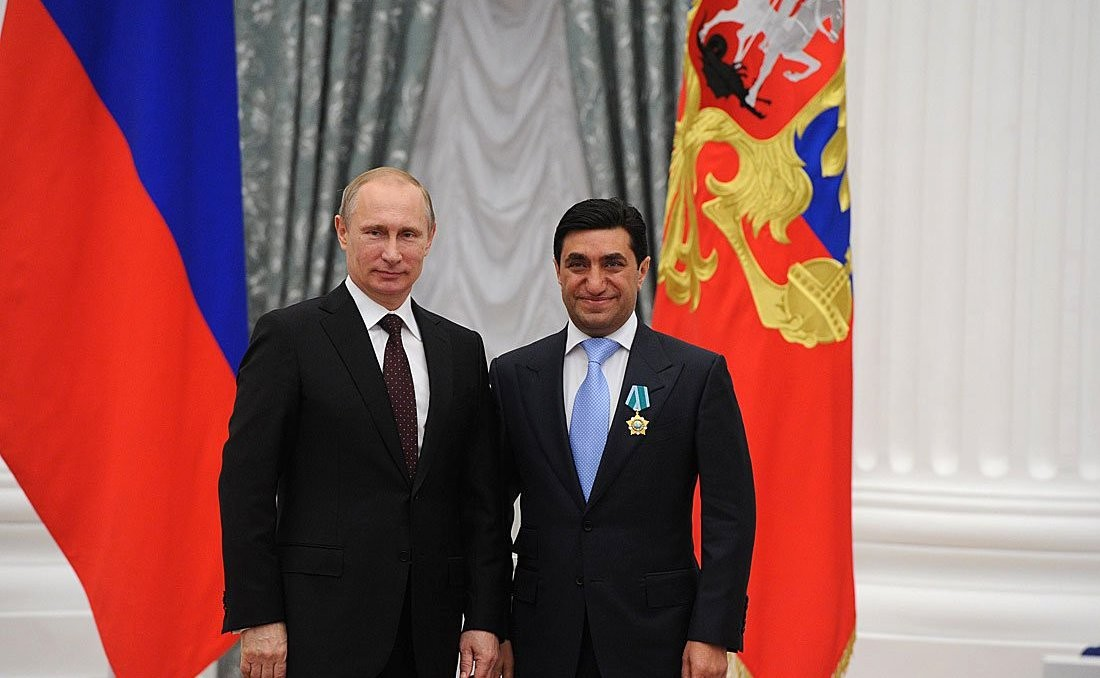
Год Нисанов и Владимир Путин в 2014 году

«Киевская площадь» была основана в 1992 году Годом Нисановым и Зарахом Илиевым. Оба бизнесмена родились и выросли в Красной слободе — азербайджанском поселении, преимущественно населённом горскими евреями. В начале 1990-х бизнесмены практически одновременно переехали в Москву и начали заниматься оптовой торговлей на Черкизовском рынке. Благодаря владению арабским языком Нисанов смог наладить поставки товаров повседневного спроса из Дубая в Москву. Вскоре бизнес пошёл в гору, и уже к 2001 году партнёры официально стали совладельцами Черкизовского рынка и рынка «Электронный рай» — популярного в Москве центра по продаже электроники.

### Торговые объекты

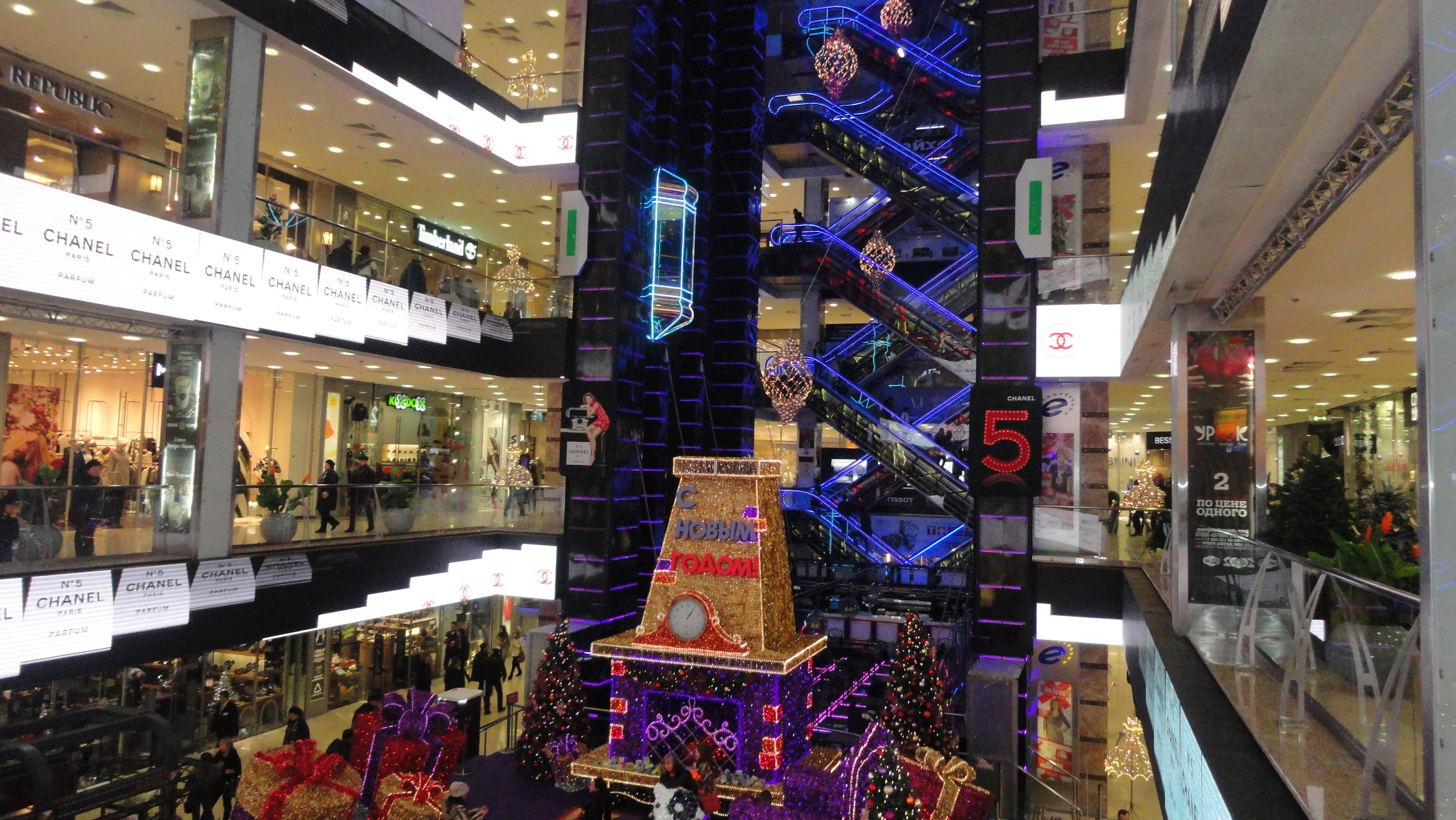
ТЦ «Европейский» в 2015 году

Помимо Черкизовского рынка и «Электронного рая», с 2003 года «Киевская площадь» владеет рынком «Садовод». В 2004 году компания приобрела крупнейшие торговые центры страны — ТЦ «Гранд» и ТЦ «Москва». В 2002 году «Киевская площадь» выкупила землю у метро «Киевская», на которой в 2006 году возвела ТЦ «Европейский» — один из самых дорогих в стране торговых центров.
После ликвидации Черкизовского рынка в 2009 году Нисанов и Илиев сосредоточились на развитии «Садовода». В 2012 году «Киевская площадь» также открыла бизнес-центр «Воробьевский». В 2019 году компания приобрела Центральный рынок на Рождественском бульваре.

### Гостиничный бизнес

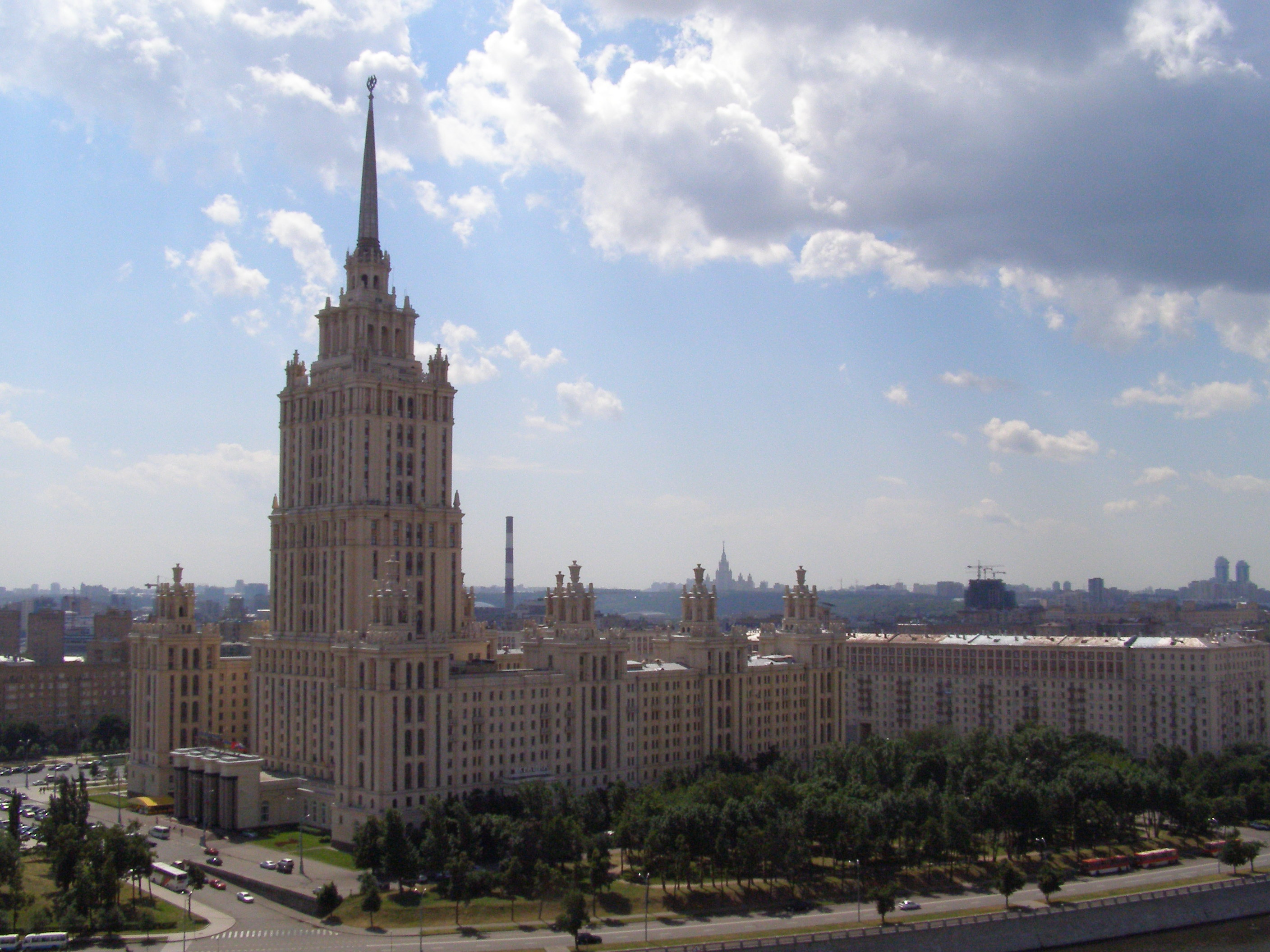
Здание гостиницы «Украина» в 2006 году

В 2010 году Нисанов и Илиев приобрели гостиницу «Украина». После окончания реконструкции её открыли под брендом Рэддисон Коллекшн. Затем «Киевская площадь» выкупила здание гостиницы Radisson Славянская на Бережковской набережной по стартовой цене 5,27 млрд рублей. Здание было перестроено в гостиничный комплекс с бизнес-центром.
В 2016 году компания выкупила два здания на Варварке, находящихся под охраной ЮНЕСКО. В них начали строить люксовый гостиничный комплекс, который планировали открыть под брендом Raffles. Изначально открытие гостиницы планировалось на 2022 год, однако сроки сдачи были сдвинуты. После того как Raffles покинул Россию в связи с началом полномасштабной войны России в Украине, в СМИ появилась информация о возможном переименовании гостиницы в «Россию».
В декабре 2017 года стало известно, что Год Нисанов и Зарах Илиев продали проект строительства небоскрёба Grand Tower в «Москва-Сити» Григорию Баевскому, которого считают партнёром братьев Ротенбергов. Сделка оценивалась в 150—250 млн долларов.

### Гастрономический бизнес
В 2013 году «Киевская площадь» выкупила строящийся в Новой Москве крупный торгово-выставочный комплекс (ТВК) «Лотос-Сити», общей площадью 1,5 тыс. м². Там была построена единая торговая площадка для предпринимателей из России, Китая, Вьетнама, Азербайджана, Индии, Пакистана, Бангладеш, Афганистана, Киргизии и других стран. Заказчиком строительства ТЦ выступало ООО «Пламя», зарегистрированное на Новом Арбате. Газета «Коммерсантъ» связывала «Пламя» с совладельцами СМП Банка Аркадием и Борисом Ротенбергом. Инвестиции компании в проект составили около 1,2 млрд долларов. Центр был открыт под названием «Фуд Сити», вскоре ставший одним из крупнейших агрокластеров в стране. В 2018 году «Киевская площадь» выкупила территорию торгового комплекса «Левый берег», чтобы возвести там «Фуд Сити — 2».
Помимо этого, «Киевская площадь» владеет рестораном «Восход» и гастрономическим центром «Зарядье», в который она вложила 600 млн рублей. Компания стала единственным ресторанным оператором парка Зарядье, выиграв городской конкурс и взяв в аренду эти два ресторанных объекта по договору простого товарищества с городом. Детали торгов в компании не раскрыли.
Весной 2019 года на территории старинного Миусского трамвайного депо после реконструкции появился гастрономический квартал «Депо Лесная», созданный на деньги «Киевской площади».

### Жилая недвижимость
В сентябре 2021 года «Киевская площадь» выкупила 9,8 % акций одного из крупнейших девелоперов массового жилья в России «Самолёт». На тот момент портфель группы составил 24,6 млн м².
В октябре 2023 года группа компаний «Самолёт» закрыла сделку по приобретению московского застройщика МИЦ. Сумма сделки не раскрывалась, но источники Forbes говорили о 45 млрд рублей. «Самолёту» перешёл весь существующий бизнес МИЦ, в том числе земельные участки, 11 проектов на стадии проектирования и строительства и более 50 компаний.

### Другие проекты
В 2009 году «Киевская площадь» создала прогулочный флот Radisson Royal, курсирующий от гостиницы Royal Radisson до Котельнической набережной. Флот насчитывал пять построенных в Турции яхт ледового класса, их общая стоимость составила $10 млн. В 2011 году они перевезли 200 000 пассажиров со средней загрузкой за рейс около 130 человек. В 2012 года компания получила первую яхту «Примавера», позже к ним прибавилось ещё 4 таких судна, выступающих плавучими ресторанами. В 2019 году к ним прибавились 10 речных трамвайчиков, также построенных в Турции.
В 2015 году «Киевская площадь» открыла ВДНХ центр океанографии и морской биологии «Москвариум» — самый большой океанариум в мире, расположенный вдали от морей и океанов.

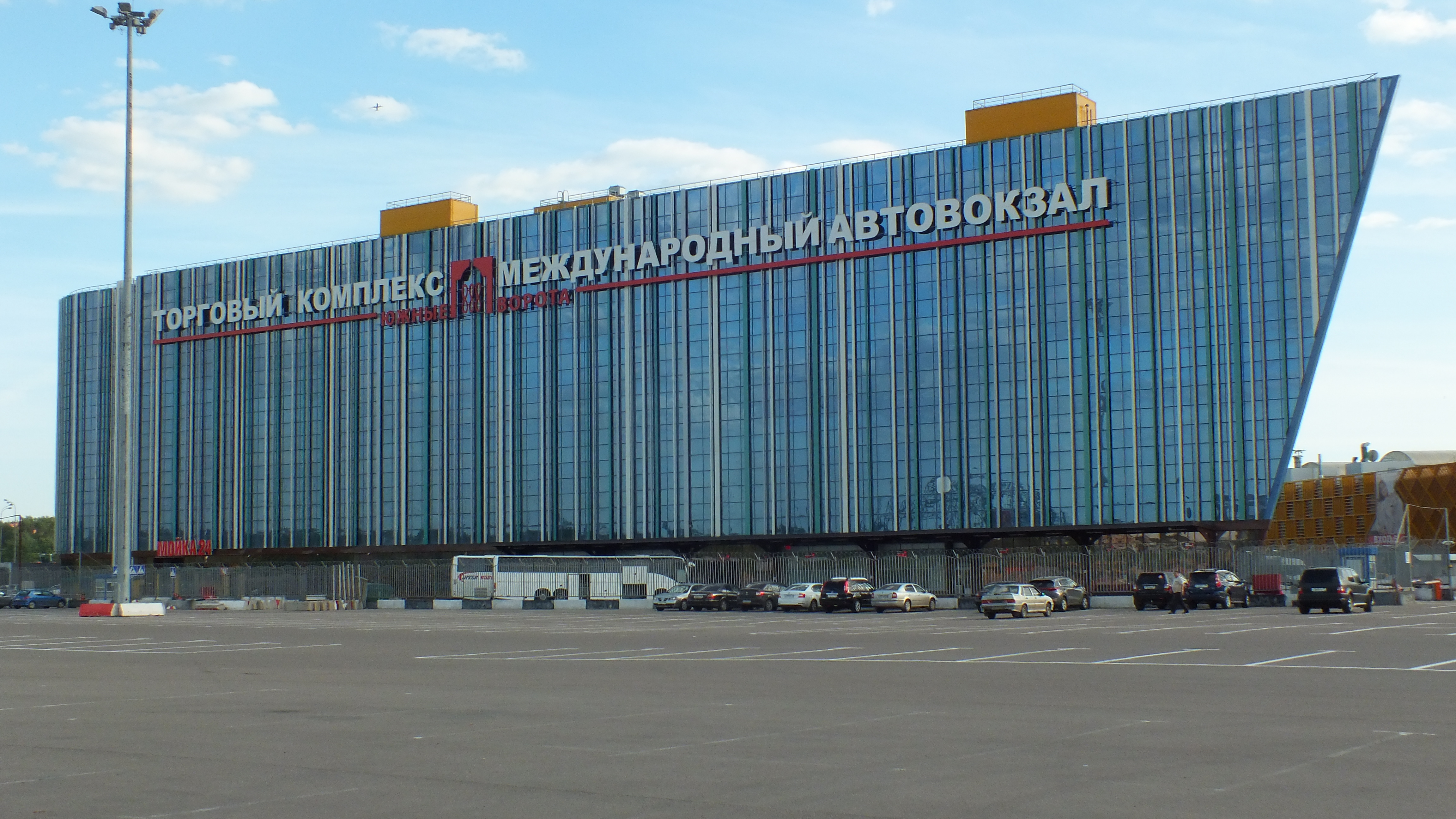
Международный автовокзал Южные ворота в мае 2018 года

В декабре 2017 года компания выкупила спорткомплекс «Олимпийский» у группы компаний «Альянс». Сумму сделки пресс-служба компании не раскрывала, но уточнила, что новые собственники планируют инвестировать в проект не менее $300–400 млн.
Параллельно холдинг выступил инвестором в строительстве автовокзала «Южные ворота». Предполагаемые инвестиции компании составили $300 млн. Проект контролировал Алексей Рогозин, сын на тот момент главы «Роскосмоса» Дмитрия Рогозина. В церемонии открытия автовокзала в 2018 году принял участие мэр Москвы Сергей Собянин.

### Бизнес после начала войны с Украиной
После ухода западных компаний из России, подконтрольные «Киевской площади» структуры стали заниматься параллельным импортом. Так, известно, что компания «Фудмолл», зарегистрированная на территории «Фуд Сити», получила от властей разрешение на поставку в Россию продукции компании Coca-Cola.
В марте 2023 года «Киевская площадь» начала массово скупать здания в исторических центрах Москвы и Санкт-Петербурга. В частности, сообщалось о том, что «Киевская площадь» через компанию «Амадеус» может выкупить торговый центр «Сфера» на Новом Арбате для перестройки под «многофункциональный комплекс». В Санкт-Петербурге связанная с Нисановым фирма «Бахчасарай» выиграла на торгах право на аренду памятника культурного наследия — Конюшенного ведомства. Однако другие участники торгов обратились в суд, чтобы признать передачу актива недействительной. За право аренды Конюшенного ведомства боролась и подконтрольная Евгению Пригожину компания АО «Альфа». Однако она была снята с конкурса до начала торгов, на что Пригожин заявил, что в Санкт-Петербурге «невозможно заниматься инвестиционной деятельностью, „не раздавая мешки взяток“.»
.
В 2023 году Компания привлекла ГК «Самолет» к застройке бывшего рынка «Эмерал». Территория рынка была выкуплена «Киевской площадью» ещё в 2015 году. Совместно компании планируют построить на площадке почти 850 тыс. м² жилья, торговых и офисных площадей. Эксперты оценивают инвестиции в такой проект до 80 млрд рублей.
В сентябре 2023 года стало известно, что «Киевская площадь» вложилась в автоматизированную торговлю в метро. Компания стала совладельцем компании, которая арендует площади в московском метро под торговые автоматы. В 2020 году она выиграла тендер на размещение 85 автоматов сроком на 10 лет. На оборот автоматов должен позитивно повлиять рост пассажиропотока в связи с открытием новых станций.

## Санкции
После вторжения России на Украину в феврале 2022 года компания и её владельцы стали объектом санкций некоторых стран. 
В декабре 2023 года Управление по контролю за иностранными активами Минфина США ввело санкции против головной компании, а также лично Нисанова и Илиева. Также блокировке подлежат компании, в которых этим лицам принадлежит напрямую или косвенно доля 50 % и более. Помимо этого, Австралия, Япония, Великобритания и Канада также ввели санкции против Илиева и Нисанова.

## Критика

### Коррупция
Расследовательское издание «Проект» отмечало, что бизнес-структура «Киевской площади» максимально запутана. В компаниях, формально принадлежащих «Киевской площади», около 40 разных учредителей, и практически все они — жители Красной Слободы, родного поселения Илиева и Нисанова. При этом сами Нисанов и Илиев вовлечены в большое число коррупционных схем и известны своими тесными связями с российской политической элитой. Считается, что «Киевская площадь» имеет «покровителей» среди представителей российского правительства. Так, в своё время сын главы «Роскосмоса» Дмитрия Рогозина возглавил строительство транспортно-пересадочного узла «Нагатинская». Нисанова связывает дружба с градоначальниками Москвы — бывшим мэром Юрием Лужковым и нынешним — Сергеем Собяниным. Так, Нисанова называли одним из спонсоров избирательной кампании Собянина на выборах 2018 года. В числе приближенных к Нисанову и депутат Госдумы Леонид Слуцкий. Также СМИ сообщали о тесных связях Нисанова с директором СВР Сергеем Нарышкиным. Помимо этого, во всех крупных проектах «Киевской площади» есть немалая доля (10-15 %) Ильгама Рагимова — однокурсника и близкого друга Владимира Путина. Также Год Нисанов назначил бывшего охранника Владимира Путина и губернатора Тульской области Алексея Дюмина партнёром в компании, строящей отель на Варварке. Брат Алексея, Артём Дюмин, также входит в совет директоров спорткомплекса «Олимпийский».
В 2020 году стало известно, что подрядчиком для благоустройства территории вокруг Киевского вокзала и перед торговым центром «Европейский» стала компания АРПТ. Мэрия Москвы выделила компании примерно 3 млрд рублей, что стало самым дорогим подрядом АРПТ за все годы её существования. Всего с 2016 года АРПТ получила госконтрактов на 30 млрд рублей, в основном на благоустройство. Владеют АРПТ Андрей Николаев и Юлия Зинченко. Известно, что выигранные компанией на государственных тендерах деньги перечисляются другим компаниям и фирмам, близким к структурам «Киевской площади».

### Нарушения при строительстве
На подконтрольных «Киевской площади» объектах проходили многочисленные происшествия. Так, 18 ноября 2007 года в ходе реконструкции обрушилась одна из башен гостиницы «Украина». В результате обвала конструкции никто не пострадал. Однако согласно оценке специалистов, кирпич и строительная смесь не соответствовали маркам, заявленным в проектной документации.
В декабре 2006 года депутат Государственной Думы от фракции «Единая Россия» Александр Хинштейн и замруководитель Росприроднадзора Олег Митволь направили запрос в Генпрокуратуру и Министерство природных ресурсов и экологии Российской Федерации, в связи с угрозой обрушения свода станции метро «Киевская» Филевской линии из-за строительства ТРЦ «Европейский». Митволь заявил, что выданное ЗАО «Киевская площадь» заключение государственной экологической экспертизы не соответствует установленным нормам. Сообщалось, что столичное управление ФСБ отправило в прокуратуру Москвы письмо, в котором говорилось, что строительство ТРЦ может привести к техногенной катастрофе. После проведённых проверок, нарушения действительно были выявлены — в непосредственной близости от подземных сооружений станции «Киевская» и подземного перехода были обнаружены пустоты, представляющие серьезную угрозу для безопасности граждан.

### Нелегальный денежный оборот
На 2019 год, официально основной доход «Киевской площади» исходил от рынка «Садовод» (518 млн рублей), ТЦ «Европейский» (441 млн), БЦ «Воробьевский» (100 млн). При этом, согласно расследованию издания «Проект», компании принадлежащие «Киевской площади», в основном убыточны. Так, убыток от «Фуд-Сити» составлял около миллиарда рублей в год.
В 2019 году на принадлежащих «Киевской площади» объектах был зафиксирован рекордно высокий объём нелегальных наличных операций, которые никак не фиксировались в банковской системе. Помимо этого, «Садовод» долгое время был крупнейшим в Москве центром по обналичиванию криптовалюты. Основными посредниками в криптобизнесе были китайские торговцы. Расчёты по таким операциям ежемесячно составляли до 600 млрд рублей. В 2019 году Глава Банка России Эльвира Набиуллина заявила о нелегальных схемах, которые проводили для ухода от налогов арендаторы московских рынков «Садовод», «Москва» и «Фуд Сити». В торговых точках не использовали контрольно-кассовую технику, хотя она и поставлена на учёт в налоговых органах. В 2019 году глава Федеральной службы по финансовому мониторингу Юрий Чиханчин лично пожаловался Путину на теневой оборот наличных на «Садоводе». В связи с этим практически сразу на рынках «Садовод», «Фуд Сити» и торгово-ярмарочном комплексе «Москва» были проведены масштабные проверки. Официальной причиной для проведения обысков стала произошедшая на «Садоводе» стычка мигрантов, в результате которых четырёх мужчин увезли с ножевыми ранениями. Источники «Интерфакса» сообщали, что на рынках могли искать криптовалютные фермы. В результате рейдов были задержано несколько десятков человек, составлено 19 протоколов о нарушении миграционного закона.

## Финансовые показатели
С 2012 года основатели компании «Киевская площадь» возглавляют рейтинг российских владельцев коммерческой недвижимости по версии журнала Forbes. Начиная с 2015 года «Киевская площадь» входит в первую сотню рейтинга Forbes «200 крупнейших частных компаний России». В 2021 году компания заняла в этом рейтинге 65 место с выручкой 160 млрд рублей. В 2023 году «Киевская площадь» стала первой в рейтинге Forbes «Короли российской недвижимости» c доходом от аренды $1,6 млрд. В 2024 году компания снова возглавила рейтинг, доход от аренды составил $1,7 млрд. На 2024 год общее состояние основателей компании Года Нисанова и Зараха Илиева оценивают в $3,3 млрд для каждого из бизнесменов.
На 2021 год в группе компаний «Киевская площадь» работали более 27 000 человек. Общая площадь коммерческой недвижимости группы компаний составляет более 3,9 млн м². Торговая площадь на 2024 год составляла 2 254 000 м².